# Скансте
Ска́нсте (латыш. Skanste) — микрорайон города Риги. Находится на правом берегу Даугавы, к северо-востоку от исторического центра города. Западная часть микрорайона относится к Северному району, а восточная — к Видземскому предместью. Соседние микрорайоны: Центр, Браса, Саркандаугава, Петерсала-Андрейсала.
Границы Скансте: улица Весетас и её условное продолжение; улица Сканстес, улица Дунтес, железнодорожная линия в районе бывшей станции Рига Пречу 1, Ганибу дамбис, улица Пулквежа Бриежа, улица Ханзас.

## История
Микрорайон Скансте расположен в низменной местности, где на протяжении нескольких веков находились городские пастбища, а с начала XIX века — огороды горожан, решивших заняться садоводством. Как принято считать, своим названием он обязан полевому укреплению — шанцу (швед. skans), сооружённому А. Д. Меншиковым по указу Петра I на месте нынешней улицы Сканстес при осаде Риги.
В 1891 году в южной части современного микрорайона был открыт ипподром Рижского общества рысистых бегов, а в 1893 году близ Ганибу дамбис — ипподром Рижского конно-спортивного общества. После Первой мировой войны был восстановлен только ипподром на улице Гростонас, действовавший до 1965 года. Жилищное строительство здесь практически не велось.
В 2002 году город принял решение ликвидировать огороды в Скансте и использовать эту территорию для современных городских нужд. Этому же способствовало высвобождение территории бывшей товарной станции Рига Пречу 1. Уже в 2000-е годы в Скансте были построены крупные коммерческие и спортивные объекты — такие, как Rietumu Capital Centre и центральный офис DNB banka, спорткомплекс «Арена Рига» и олимпийский центр «Elektrum», современный 24-этажный жилой комплекс.

## Транспорт
- Автобус: 2, 11, 24, 49
- Троллейбус: 3, 19, 24
- Трамвай: 5, 9 (по Ганибу дамбис). 
В 2010-х годах широко обсуждался проект прокладки новой современной трамвайной линии по улице Сканстес. В 2019 году этот проект было решено свернуть[3][4].